# Attila Hazai
Attila Hazai (30 de abril de 1967 - 5 de abril de 2012) fue un escritor popular húngaro. Fue muy reconocido por su versión local de American Psycho llamada Budapesti skizo (1997). Al momento de su muerte, ninguno de sus trabajos había sido traducido al inglés.

## Biografía
Attila Hazai nació en Budapest. De 1987 a 1995 estudió en la Universidad Eötvös Loránd A partir de 1995 fue editor en la revista en línea Link Budapest, dedicada a la literatura contemporánea. En 1999 recibió la beca literaria Zsigmond Móricz. Hazai era miembro del grupo de Attila József (en húngaro: József Attila Kör) y miembro de la Unión de Escritores Szépírók Társasága, donde fue vicepresidente de 2000 a 2004.
Tocaba en la banda Pepsi Érzés, Hazai Íz. También escribió un guion titulado Rám csaj még nem voltio ilyen hatással (1993).
Entre sus trabajos, fueron publicados Szilvia szüzessége (1995), Szex un nappaliban (2000). Fue reconocido por su versión local de American Psycho, Budapesti skizo (1997). Hazai también publicó bajo un seudónimo, Feri Soros, las novelas Cukor Kékség (1992) y A Világ Regenye legjobb (2000).
Entre sus trabajos de traducciones al húngaro se encuentra la obra Nem ők un te férjed (1997) de Raymond Carver , Ujjszopó de Walter Kirn (2000) y Millió apró darabban de James Frey (2004)
Attila Hazai se suicidó el 5 de abril de 2012. Tenía 44 años.